# علم دومينيكا
أعتمد علم دومينيكا لأول مرة رسميا في 3 تشرين الثاني - نوفمبر من سنة 1978 وقد أجري على العلم ثلاث تعديلات في الأعوام 1981 و 1988 و 1990.

## معنى الوان العلم
- يتكون العلم من صليب وهو يرمز إلى الديانة المسيحية ويتكون هذا الصليب من ثلاثة خطوط ترمز إلى الثالوث المقدس في الديانة المسيحية.
- الأصفر: يرمز إلى الشمس المشرقة والموز والحمضيات في الجزيرة وإلى سكان الجزيرة الأصليين من الأراواك ومنطقة البحر الكاريبي.
- الأسود: يرمز إلى السكان الذين ترجع أصولهم إلى أفريقيا.
- الأبيض: يرمز إلى الأنهار والشلالات في البلاد.
- الأخضر: يرمز إلى الغطاء النباتي في الجزيرة.
- القرص الأحمر الموجود في منتصف العلم يرمز إلى العدالة الاجتماعية.
- ★ النجوم: ترمز النجوم العشرة إلى الأبريشيات العشرة الموجودة في البلاد وهي (سانت أندرو، سانت ديفيد، سانت جون، سانت جورج، سانت يوسف، سانت لوقا، سانت مارك، سانت باتريك، سانت بول وسانت بيتر).
- 🦜 يتوسط طائر الأمازون الإمبراطوري العلم، باعتباره الطائر الوطني للبلاد.

## أعلام سابقة

علم دومنيكا مابين عامي 1978 - 1981.
علم دومنيكا مابين عامي 1981 - 1988.
علم دومنيكا مابين عامي 1988 - 1990.